# Ducato Baltico Unito
Il Ducato Baltico Unito (in tedesco Vereinigtes Baltisches Herzogtum; in estone: Balti Hertsogiriik; in lettone Apvienotā Baltijas hercogiste) o Granducato di Livonia fu uno Stato la cui costituzione fu proposta nel 1918, nel corso della prima guerra mondiale, dalla comunità dei tedeschi del Baltico e dei russi locali. Esso avrebbe dovuto comprendere le regioni della Lettonia e dell'Estonia, conquistate all'Impero russo, che era stato di recente coinvolto dalle conseguenze della Rivoluzione d'ottobre.
La proposta di creazione avvenne nell'aprile 1918, dopo che l'Estonia e la Lettonia avevano formalmente dichiarato l'indipendenza. Lo scopo finale del progetto era quello di realizzare un'unione personale con la corona di Prussia nel territorio occupato dall'Impero tedesco, l'Ober Ost.

## Contesto storico
Durante la prima guerra mondiale l'esercito imperiale tedesco occupò il Governatorato della Curlandia dell'Impero russo nell'autunno del 1915. Il fronte si stabilizzò a lungo sulla linea Riga–Daugavpils–Baranavičy.
Dopo la Rivoluzione di febbraio del 1917, il 12 aprile (30 marzo nel calendario gregoriano) il governo provvisorio russo dichiarò l'istituzione del Governatorato autonomo dell'Estonia, fondendo l'ex Governatorato dell'Estonia e la parte settentrionale del Governatorato della Livonia. Dopo la rivoluzione di ottobre nello stesso anno, il 28 novembre 1917 l'Assemblea provinciale estone eletta dichiarò la sovranità dell'Estonia come nazione indipendente. Gli alleati della prima guerra mondiale riconobbero de facto l'esistenza della Repubblica di Estonia nel maggio 1918.
Il termine "Granducato di Livonia" si riferisce alla regione della Livonia, la quale inglobava soprattutto la maggior parte del futuro Ducato Baltico Unito.
Il Consiglio nazionale provvisorio lettone nacque sulla base del consenso conferito dal governo provvisorio russo alla Lettonia il 5 luglio 1917. L'organo appena legittimato si riunì per la prima volta il 16 novembre 1917 a Valka e, due settimane più tardi, circoscrisse il territorio lettone all'interno dei confini storici etnografici. Il 15 gennaio 1918 la Lettonia fu dichiarata una repubblica indipendente.
Dopo la Rivoluzione russa, le truppe tedesche iniziarono ad avanzare dalla Curlandia e alla fine di febbraio 1918 l'esercito tedesco risultava in possesso dei territori dell'Estonia e della Livonia, nonostante le dichiarazioni di indipendenza, in virtù di quanto sancito dal Trattato di Brest-Litovsk del 3 marzo 1918. Con esso, la Russia bolscevica accettò la perdita del Governatorato della Curlandia e, di nuovo a seguito di accordi conclusi a Berlino il 27 agosto 1918, del Governatorato autonomo dell'Estonia e del Governatorato della Livonia.

## Tentativo di costituzione del Ducato Baltico Unito

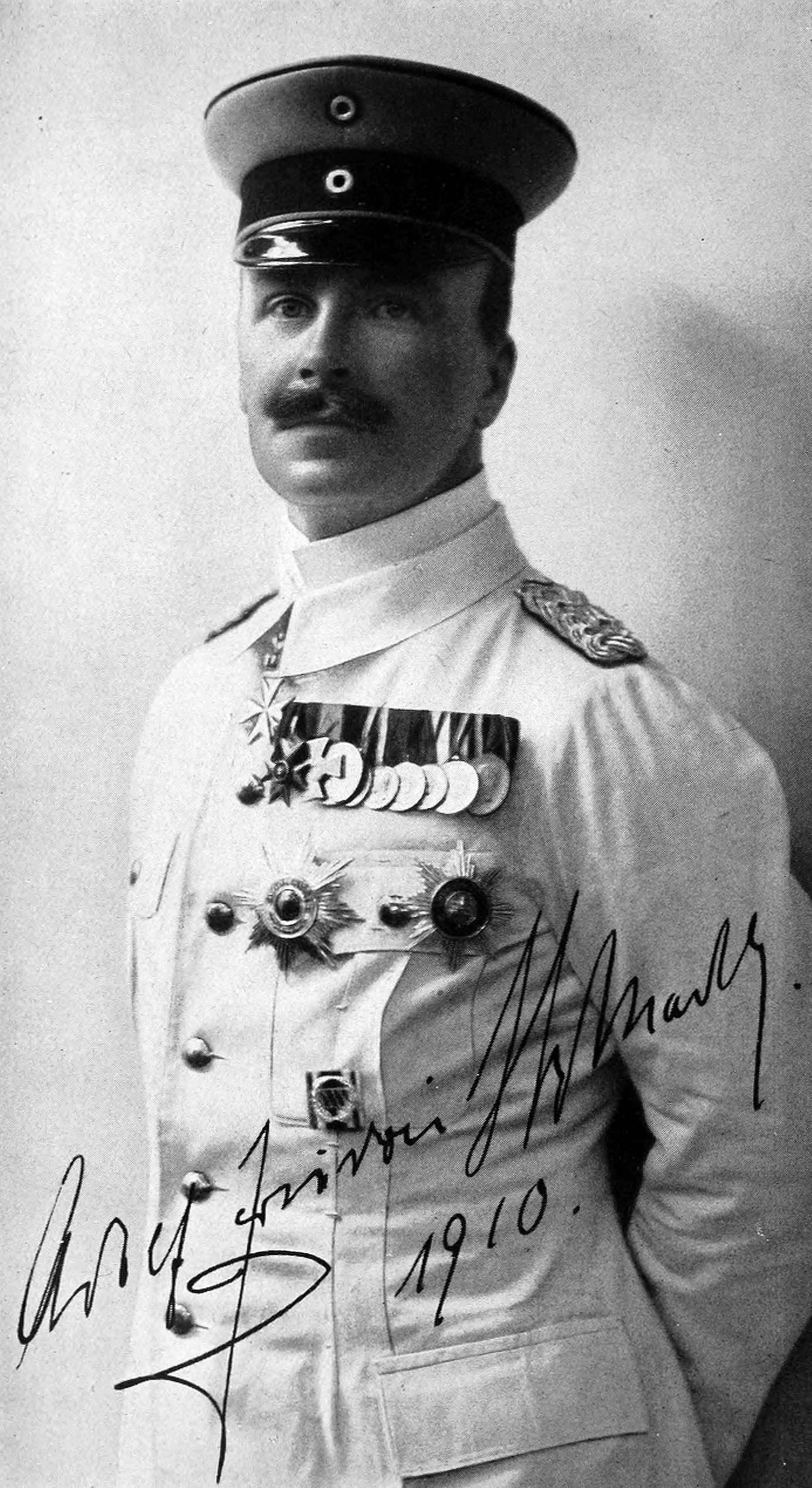
Il duca Adolfo Federico di Meclemburgo-Schwerin in una foto del 1910

Sotto l'amministrazione militare tedesca, i tedeschi del Baltico proseguirono l'attività di formazione di consigli provinciali tra settembre 1917 e marzo 1918. L'8 marzo 1918, il Kurländische Landesrat, formato in gran parte da teutonici, dichiarò la restaurazione del Ducato di Curlandia (Herzogtum Kurland), formalmente riconosciuto dal Kaiser Guglielmo II il 15 marzo. Il 12 aprile 1918 si istituì un'Assemblea provinciale (Vereinigter Landesrat) di 35 tedeschi baltici, 13 estoni e 11 lettoni approvarono una risoluzione che invitava l'imperatore di Berlino a riconoscere le province baltiche come protettorato teutonico.
Il Ducato Baltico Unito venne nominalmente riconosciuto come stato sovrano dall'imperatore Guglielmo II solo il 22 settembre 1918, sei mesi dopo che la Russia sovietica cedette in maniera definitiva alla Germania il possesso degli ex governatorati baltici imperiali russi nel Trattato di Brest-Litovsk. Il 5 novembre 1918, prese forma un consiglio temporaneo della reggenza (Regentschaftsrat) per il nuovo stato guidato dal barone Adolf Pilar von Pilchau.
La capitale del nuovo stato doveva essere Riga e, a livello amministrativo, si prevedevano sette cantoni: Kurland (Curlandia), Riga, Lettgallen (Letgallia), Südlivland (Livonia meridionale), Nordlivland (Livonia settentrionale), Ösel (Saaremaa) ed Estland (Estonia). I primi quattro ricoprivano l'area dell'odierna Lettonia e gli ultimi tre l'attuale Estonia.
Il primo capo di Stato del Ducato Baltico Unito indicato doveva essere il duca Adolf Friedrich di Meclemburgo; egli avrebbe agito nel ruolo di governatore subordinato al Kaiser tedesco, come altri principi dell'Impero. Ad ogni modo, Adolfo Federico non assunse mai l'incarico e il Consiglio di reggenza sopraccitato operò fino al 28 novembre 1918, senza godere di alcun riconoscimento internazionale, ad eccezione della Germania.
Nell'ottobre 1918, il cancelliere della Germania Massimiliano di Baden propose di soppiantare l'amministrazione militare dell'Ober Ost con un'autorità civile. L'accettazione di tale proposta si rintraccia a tale proposito in un telegramma del Ministero degli esteri tedesco all'amministrazione militare del Baltico: "Il governo del Reich è unanime rispetto al cambiamento fondamentale della nostra politica nei confronti dei paesi baltici, vale a dire quella in prima istanza relativa all'amministrazione dei popoli locali".

## Estonia e Lettonia indipendenti
Il 18 novembre 1918 la Lettonia proclamò la sua indipendenza. August Winnig, l'ultimo rappresentante del governo tedesco, firmò un accordo con i rappresentanti del governo provvisorio estone per la consegna del potere sul territorio estone il 19 novembre. In Lettonia, i tedeschi cedettero formalmente l'autorità al governo nazionale lettone guidato da Kārlis Ulmanis il 7 dicembre 1918.
Nel frattempo, si costituì la Baltische Landeswehr (BL) dal governo del Ducato Baltico Unito come forza di difesa nazionale. Dopo aver assunto il comando della BL, il maggiore Alfred Fletcher, con il sostegno dei baroni tedeschi del Baltico, iniziò a rimpiazzare elementi nativi lettoni con i teutonici e provenienti dal Reichsdeutsche. Gli ufficiali tedeschi assunsero la maggior parte delle posizioni di comando e il processo di sostituzione è descritto da Robert G.L. White (ripreso da Nigel Thomas) nel suo libro Avanguardia del nazismo: i Freikorps nella Germania postbellica, 1918-1923: "A metà febbraio 1919, i lettoni componevano meno di un quinto del proprio esercito". La Gran Bretagna fece marcia indietro dopo aver constatato la delicatezza della situazione diplomatica e militare, comportando la conquista di Riga il 22 maggio 1919 da parte dei russi bianchi e dei Freikorps.
Dopo la conquista di Riga, i Freikorps furono accusati di aver ucciso 300 lettoni a Mitau (Jelgava), 200 a Tuckum (Tukums), 125 a Dünamünde (Daugavgrīva) e oltre 3.000 a Riga. Dopo aver preso parte alla cattura di Riga, nel giugno 1919 il generale Rüdiger von der Goltz ordinò alle sue truppe di non avanzare a est contro l'Armata Rossa, come si aspettavano gli alleati, ma a nord, contro gli estoni. Il 19 giugno 1919, le unità della Divisione di Ferro scagliarono un attacco nei pressi di Wenden (Cēsis), mentre la Baltische Landeswehr continuò la sua avanzata verso la costa estone in vista di un futuro assalto a Pietrogrado. Tuttavia, la Baltische Landeswehr fu sopraffatta dalla 3ª divisione estone (guidata da Ernst Põdder) e dalla brigata lettone settentrionale nella battaglia di Wenden durata dal 19 al 23 giugno 1919.
La mattina del 23 giugno 1919, i tedeschi iniziarono una ritirata generale verso Riga. Gli alleati insistettero ancora una volta che i tedeschi trasferissero le truppe rimanenti dalla Lettonia e si intervenne per imporre un cessate il fuoco tra gli estoni e il Freikorps quando gli estoni stavano per spingersi a Riga. Nel frattempo, una missione alleata composta da truppe britanniche al comando del generale Hubert Gough era giunta nel Baltico per scacciare i tedeschi dalla regione e allestire eserciti nativi per gli Stati appena nati.

## Conseguenze
Esercito dei tedeschi del Baltico
     Esercito russo (bolscevichi)
     Esercito lettone
     Esercito estone

I territori della Lettonia all'alba del 1919:
Esercito dei tedeschi del Baltico
Esercito russo (bolscevichi)
Esercito lettone
Esercito estone

La sconfitta della Germania nella Grande Guerra nel novembre 1918, seguita dalla battuta d'arresto nel 1919 delle unità delle Baltische Landeswehr e dai Freikorps del generale Rüdiger von der Goltz in Lettonia da parte della 3ª divisione estone e della brigata lettone settentrionale, causò la scomparsa del Ducato Baltico Unito.
Per garantire il suo ritorno al controllo lettone, la Baltische Landeswehr fu posta sotto l'autorità britannica. Dopo aver assunto il comando della Baltische Landeswehr a metà luglio 1919, il tenente colonnello Harold Alexander (il futuro feldmaresciallo), congedò gradualmente i tedeschi baltici, permettendo di fatto all'Estonia e alla Lettonia di agire come Stati sovrani.
Il Võidupüha o Giorno della vittoria è un giorno festivo in Estonia che cade il 23 giugno: la ricorrenza, celebrata per la prima volta nel 1934, ricorda la vittoria dell'Estonia e della vicina Lettonia nella battaglia di Cēsis contro la Baltische Landeswehr il 23 giugno 1919.